# Всеобщая забастовка в Порту-Алегри (1906)
Всеобщая забастовка в Порту-Алегри 1906 года, также известная как 21-дневная забастовка (порт. greve dos 21 dias), была первой всеобщей стачкой в истории бразильского штата Риу-Гранди-ду-Сул. Она пришлась на период стачечной волны 1905—1907 годов, когда происходили рабочие демонстрации и забастовки в Рио-де-Жанейро, Сан-Паулу, Сантусе. В период с 3 по 21 октября около пяти тысяч рабочих Порту-Алегри прекратили работу, требуя сокращения рабочего дня до восьми часов. Местное рабочее движение было инициировано анархистами, которые 26 августа начали забастовку на фабрике Якоба Алоиса Фридрихса, требуя 8-часового рабочего дня. Вскоре после объявления забастовки они основали профсоюз и призвали других рабочих Порту-Алегри присоединиться к движению. В течение всего сентября рабочий класс города сохранял солидарность с целью парализовать производство мрамора, а 3 октября ещё несколько отраслей решили бастовать.
Столкнувшись с параличом нескольких секторов, включая металлургию, грузчиков, каменщиков, трамвайщиков и текстильную промышленность, местные предприниматели собрались под руководством Алберту Бинса, чтобы заключить соглашение, предоставляющее рабочим девятичасовой рабочий день, что поначалу не было принято бастующими. Во время забастовки лидерами движения стали социалисты Франсишку Шавьер да Кошта и Карлос Каваку, которые направили анархистов в свою сторону и способствовали созданию Федерации трудящихся Риу-Гранди-ду-Сул (FORGS), которая стала важнейшей организацией рабочего класса юга страны в период Первой Республики. Собственники оставались непреклонными, и забастовка начала сходить на нет с 17 октября, когда некоторые работники из-за экономических трудностей, вызванных длительным простоем, начали возвращаться на работу, согласившись на компромисс в форме 9-часового рабочего дня. 21 октября местная пресса объявила о прекращении движения. Несмотря на то, что первоначальное требование не было удовлетворено, сокращение рабочего дня было воспринято как частичная победа, а забастовка способствовала укреплению классового сознания и организованности рабочих Порту-Алегри.

## Контекст

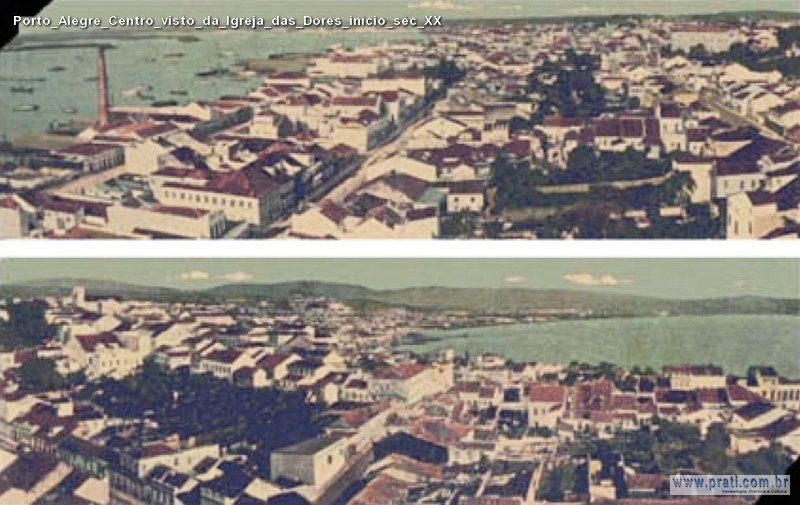
Порту-Алегри в начале XX века

По словам историка Жуана Бака, всеобщая забастовка 1906 года в Порту-Алегри началась в контексте, в котором выделяются по крайней мере три элемента: внедрение новых методов производства, нарушивших привычные порядки ремесленного труда; растущее привлечение женской рабочей силы в рабочую среду; преобразование закрытых этнических общин в более разнородные сообщества, которые предстоит признать рабочим классом.
До начала XX века в большинстве компаний Порту-Алегри типичной была организация производственных цехов с относительно небольшим числом сотрудников и иерархией функций, основанной на таланте и времени профессионального обучения. Такая рабочая среда давала сотрудникам возможности иерархического продвижения, а также способствовала большей близости между ними и их начальниками, способствуя патерналистским социальным отношениям. Работниками первых мастерских и производств почти всегда были квалифицированные ремесленники-мужчины, в основном европейские иммигранты или их потомки. Предприниматели, как правило, нанимали только соотечественников, пытаясь подчеркнуть этническую солидарность и замаскировать классовые различия. Языковые барьеры в конечном итоге изолировали рабочих-иммигрантов от тех, кто говорил по-португальски, что укрепило культурные связи между начальниками и работниками. Чернокожие и метисы, даже если они составляли значительную часть населения города, были вынуждены выполнять неквалифицированную и плохо оплачиваемую работу, в то время как многие предприниматели нанимали только рабочих европейского происхождения.
В начале 1900-х годов развитие промышленности и наиболее традиционные социальные отношения между начальником и работником начали меняться с появлением крупных фабрик. В результате этого процесса некоторые мастера стали обвинять машины в том, что они отняли у них прежнюю работу, и жаловались, что стали работать больше, а зарабатывают меньше. Все большее распространение получили предприятия, на которых работало более 50 человек, особенно в металлургии, производстве одежды, мебели и продуктов питания. По словам Бака, «эти учреждения стали первым полем битвы конфликтов за изменения в общественных производственных отношениях», включая первые забастовки, до тех пор всегда ограничивавшиеся только отдельными учреждениями. С появлением и расширением новых фабрик все большее распространение получила женская рабочая сила. На фабрике по производству носков и корсетов компании Fabril Porto-Alegrense, одной из крупнейших и наиболее механизированных в городе, три четверти рабочей силы составляли женщины, которые работали за низкую заработную плату и в нездоровых условиях.
В результате первоначального процесса индустриализации Порту-Алегри пережил быстрый рост города. Население города, составлявшее 52 000 жителей в 1890 году, к 1910 году удвоилось, и в этот период появились новые городские районы. Расширение города происходило в основном на север и восток. Зона четвертого округа — нынешние кварталы Сан-Жуан и Навегантис — возникла как первый промышленный район города, где проживал рабочий класс.
В результате этих быстрых преобразований плотные и герметичные этнические сообщества начали трансформироваться в более разнородные сообщества со смешением этнических и классовых идентичностей. Хотя поначалу организации рабочего класса формировались по этническому признаку, уже в 1896 году Международная рабочая лига объединила говорящих на португальском, немецком и итальянском языках. В начале двадцатого века активисты-анархисты начали организовывать профсоюзы по роду занятий, хотя поначалу некоторые отделения были привязаны к определенным этническим группам — итальянцы преобладали среди сапожников, немцы, в свою очередь, среди металлургов, шляпников и столяров.

## Забастовка

### Выступление мраморщиков

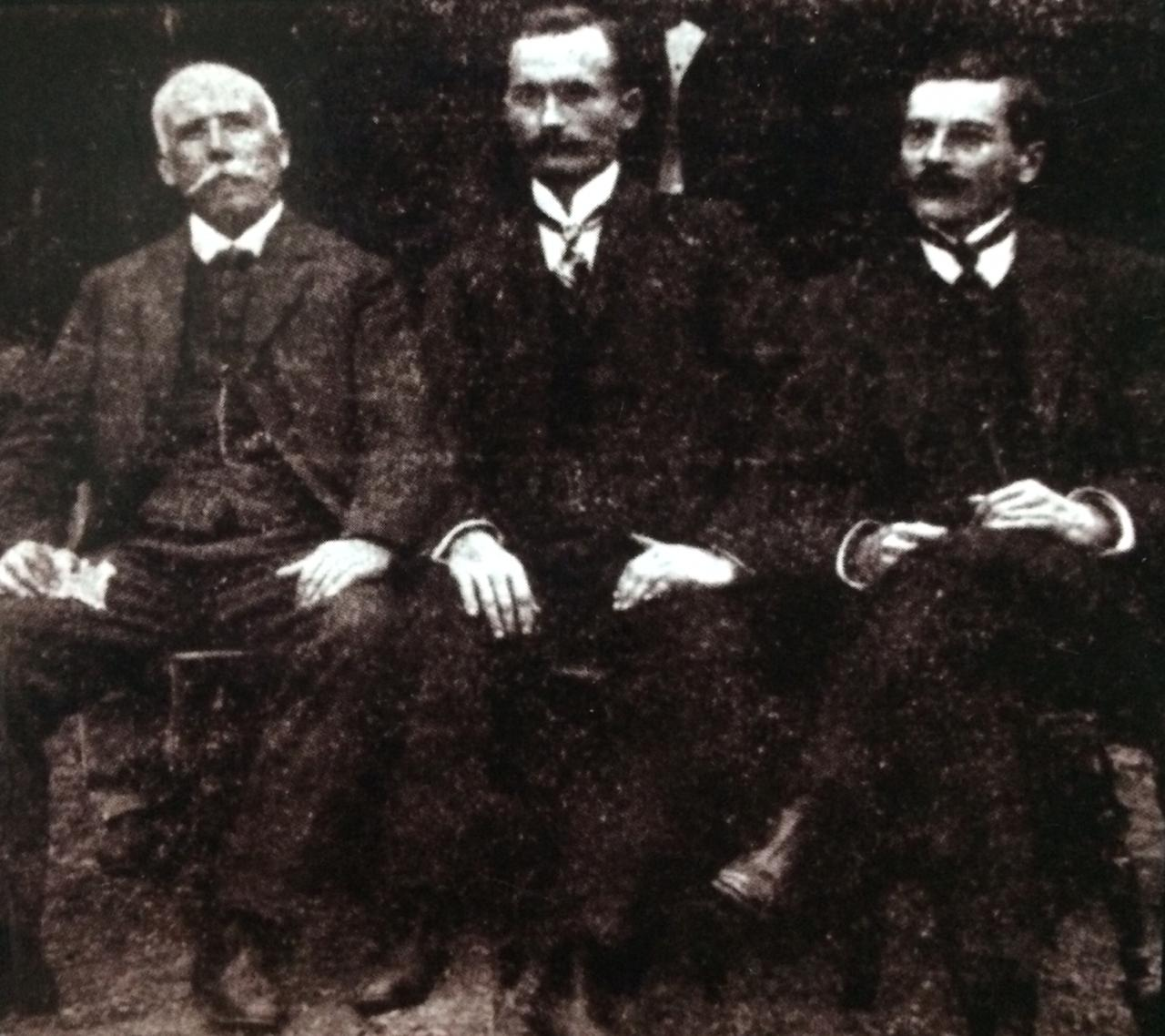
Энрике Фаччини, Карлос Янссон и Артур ду Вале Куарежма, ударные грунтовщики на фабрике Якоба Алоиса Фридрихса.

26 августа 1906 года трое рабочих-мраморщиков Якоба Алоиса Фридрихса — Энрике Фаччини, Карлос Янссон и Артур ду Вале Куарежма — передали ему письмо, в котором требовали восьмичасового рабочего дня. Требование восьмичасового рабочего дня не было новинкой в рабочем движении: социалисты- гаучо требовали этого уже с 1897 года, когда эта политика появилась в программе Социалистической партии Риу-Гранди-ду-Сул; также в 1906 году, между 15 и 22 апреля, в Рио-де-Жанейро состоялся Первый бразильский рабочий конгресс, который включил борьбу за восьмичасовой рабочий день в повестку дня. Активисты рабочего движения, особенно анархо-синдикалисты, считали, что это поможет сократить безработицу и позволит рабочим организовываться и обучаться в свободное время, способствуя росту их классового сознания. Хотя Риу-Гранди-ду-Сул не направил своих представителей на Конгресс рабочих, анархисты Порту-Алегри приняли к сведению предложения, одобренные на собрании и, вдохновленные Конгрессом, решили начать восьмичасовое движение.  Энрике Фаччини и Андре Аржунас, подписавшие письмо, доставленное Фридрихсу, были анархистами.
Мраморщики, как и другие мастера, имели собственные инструменты и были квалифицированы, что затрудняло их замену. Однако они работали по 11 часов в день. В письме, отправленном Фридрихсу, рабочие-мраморщики обосновывали свои требования тем, что эта мера даст им «некоторое время для морального и интеллектуального развития». Сотрудники производства Фридрихса считали, что он наиболее подходит для введения восьмичасового рабочего дня в город и ожидали благоприятного ответа от своего начальника, в противном случае они были готовы принять «другое решение».
Несмотря на уважительный и сердечный тон письма, в котором не было ни враждебности, ни революционного пыла, а Фридрихс был назван «честным человеком», «трудолюбивым и покладистым», угроза «иного решения» вызвала раздражение у босса. На следующее утро, 27 августа, Фридрихс обнаружил в мраморной мастерской только одного работника; все остальные, даже подмастерья, отсутствовали. Через информатора, объявившего себя нейтральным, он узнал, что его сотрудники вернутся на работу только после того, как узнают ответ на запрос, представленный накануне. Затем наступил тупик: Фридрихс сказал, что, хотя его сотрудники «не вернулись на работу и не стали спокойно ждать» их ответа, «они могли ждать бесконечно». Он установил их возвращение на работу как условие своего ответа сотрудникам и заявил, что вопрос «больше не вращался вокруг восьмичасового рабочего дня», с которым Фридрихс уже «тесно свыкся», а вокруг его «авторитета хозяина и работодателя».
Бастующие продолжали упорствовать в течение недели. По истечении этого срока Фридрихс сообщил, что ему предстоит сократить рабочий день до девяти часов, и выдвинул ультиматум: если рабочие отклонят это предложение, они должны убрать свои инструменты с работы до семнадцати часов следующего дня. Рабочие по обработке мрамора создали комиссию для достижения соглашения с Фридрихсом, но тот остался непреклонен. Комиссия, в свою очередь, заявила боссу, что рабочие будут бастовать, пока их требования не будут выполнены.  На следующий день группа бастующих попыталась забрать свои инструменты из мастерской, но начальник отказался их выдать и потребовал защиты со стороны полиции. Рабочие убедили полицию, что они лишь требуют то, что им уже принадлежит, и, когда полиция сдалась, они тихо вошли в заведение, забрали свои вещи и ушли. 

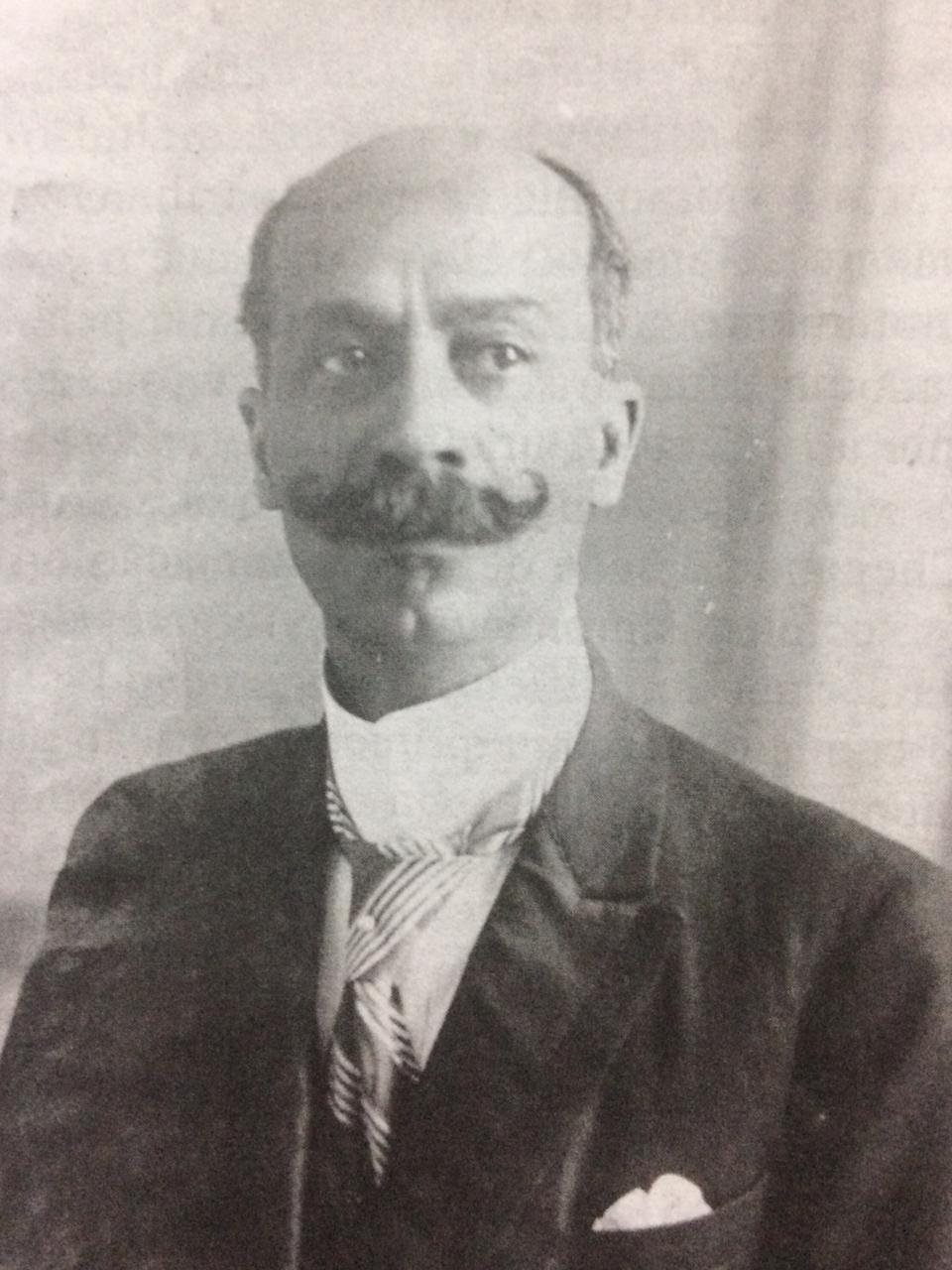
Социалист Франсишку Шавьер да Кошта пытался добиться прекращения забастовки мраморщиков путем переговоров. С распространением забастовки он стал одним из лидеров движения.

10 сентября социалист Франсишку Шавьер да Кошта (Коста) предложил выступить посредником в конфликте, написав Фридрихсу и утверждая, что будет «абсолютно невозможно достичь соглашения между вами и вашими бывшими работниками, если вы не проявите благосклонности и не выполните их просьбу, а именно — сократить рабочий день до восьми часов в день». Несмотря на то, что он был бразильцем-метисом, Шавьер да Кошта имел связи с немецкоязычной общиной и уже выступал посредником между работодателями и работниками во время забастовки компании по производству проводов и тканей в предыдущем году. По этим причинам, а также в попытке укрепить свое лидерство в местном рабочем движении и воспрепятствовать продвижению анархистов, он пытался найти выход из конфликта путем переговоров.
В течение сентября почти все трудящиеся города выражали солидарность с бастующими. 25 сентября девять рабочих-мраморщиков, включая Фаччини, отправились в Рио-де-Жанейро, где им предстояло работать по восьмичасовому графику. Представители различных ассоциаций рабочих посетили порт, чтобы провести демонстрацию в поддержку рабочих мраморной промышленности.

### Распространение забастовки

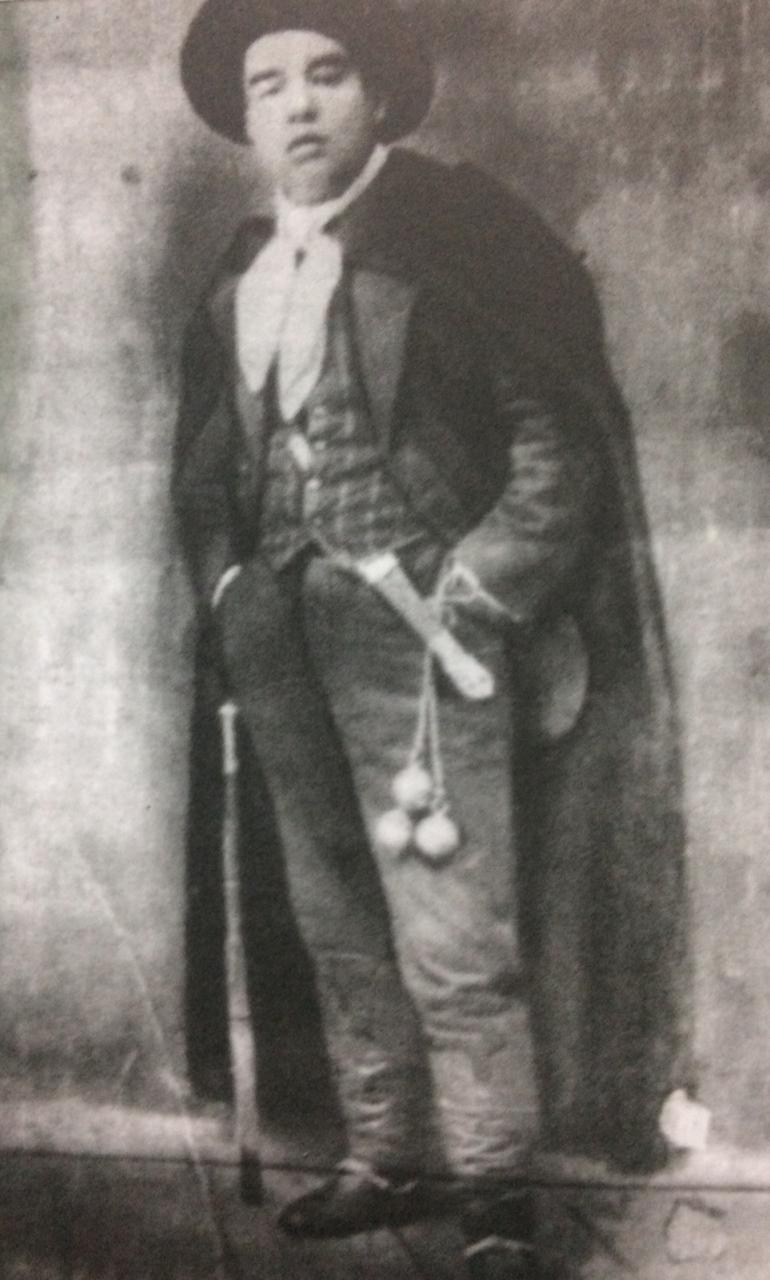
Наряду с Шавьером да Коштой одним из главных лидеров забастовки был журналист Карлус Каваку. Он приобрел известность благодаря своим красноречивым речам, обращенным к рабочим.

Вскоре после заявления о забастовке рабочие мраморной промышленности основали Профсоюз мраморщиков и призвали рабочих города присоединиться к борьбе посредством манифеста, в котором они просили местных рабочих присоединиться к идее восьмичасового рабочего дня. 9 сентября каменщики и шляпники откликнулись на призыв, организовав свои собственные профсоюзы. Рабочие текстильной промышленности и портные также начали организовываться, и профсоюз металлургов был поощрен к действию. Шавьер да Кошта и Карлос Каваку, главные лидеры социалистов Порту-Алегри, начали организовывать рабочие митинги, призывая их бороться за восьмичасовой рабочий день. Первый из таких митингов состоялся 11 сентября. 20-го числа того же месяца, когда город праздновал годовщину Революции Фарропилья, Шавьер да Кошта, Карлос Каваку и немецкий социалист Жозе Целлер-Реталер выступили перед рабочими. 23-го числа, в воскресенье, Шавьер да Кошта и Карлос Каваку организовали новый митинг на Таможенной площади в центре Порту-Алегри. Шавьер да Кошта говорил об антагонизме между рабочим классом и буржуазией; Каваку нападал на «тупую буржуазию и ее излишества», в то время как рабочие сталкивались с нищетой. Он также рассказал о рабочем движении в Германии и Франции и подчеркнул необходимость объединения местных инициатив в федерацию. Кроме того, он посоветовал рабочим физически сопротивляться требованиям «могущественных эксплуататоров, при необходимости возводя баррикады посреди улиц и требуя своих идеалов с оливковой ветвью в одной руке, а в другой, при необходимости, с динамитной бомбой». Во время забастовки Кавако был единственным лидером, который публично рекомендовал применять насилие против боссов.
С наступлением октября к мраморщикам присоединились рабочие других отраслей промышленности. Утром третьего дня металлурги собрались в кафе «Железнодорожник» на улице Волунтариос да Патрия, где решили присоединиться к забастовке и потребовать, помимо сокращения рабочего дня, повышения заработной платы. В тот же день к забастовке присоединились рабочие литейного завода Phoenix, литейного завода и верфи Алберту Бинса, мебельных фабрик Arbós & Salvador, верфей José Becker и литейного завода Jacques Max, сообщает Jornal do Commercio. На следующий день к движению присоединились рабочие чугунолитейного завода «Silva Só & Son» и пары, работавшие в цехе американского книжного магазина. На мебельной фабрике Kappel & Arnt рабочим не удалось объявить забастовку, поскольку владельцы этого предприятия пошли на переговоры и, в соответствии с договоренностями фабрик Arbós & Salvador, сократили рабочий день в среднем до девяти часов в день, что было принято рабочими обеих фабрик. Рабочие Арбоса и Сальвадора, которые накануне присоединились к забастовке, вернулись на работу.
Шавьер да Кошта и Карлус Каваку, пытаясь направить движение, разделили функции агитации и организации забастовки. 3 октября, когда Шавьер да Кошта участвовал в металлургическом собрании в железнодорожном кафе, Каваку выступил в штаб-квартире профсоюза в Морру-Сан-Педру с речью перед каменщиками и плотниками, призывая их к величайшему спокойствию и полному порядку в мирном сопротивлении, которое они должны оказать боссам. По мнению историка Бенито Шмидта, изменение тона речей, особенно Карлуса Каваку, следует отнести к желанию лидеров социалистов привлечь симпатии других социальных групп к делу трудящихся.

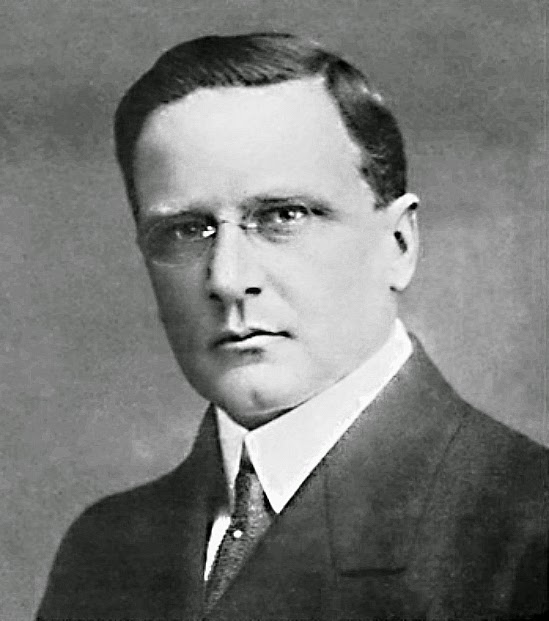
Предприниматель Алберту Бинс выступил в качестве лидера класса работодателей во время конфликта.

Днем 5 октября промышленники, подрядчики и торговцы провели встречу, чтобы найти способ разрешения тупиковой ситуации с рабочими. На этой встрече Алберту Бинс проявил себя как лидер, став впоследствии самым влиятельным представителем группы работодателей. Большинство предпринимателей согласились установить девятичасовой рабочий день. Столкнувшись с этим, Бинс предложил, чтобы этот рабочий день был принят единогласно всеми начальниками. Предприниматели заключили соглашение, согласно которому предложение о девятичасовом рабочем дне не будет изменено; в то время как рабочие, принявшие участие в забастовке, не могли быть приняты на другое предприятие в течение тридцати дней при условии, что они не представят никаких оправданий своим бывшим начальникам; а также была назначена комиссия для работы с начальником полиции Педро Афонсу Мибиелли с целью гарантировать, что штрейкбрехеры смогут вернуться на работу. Бинс также предложил создать общество промышленников, функцией которого было бы «совещаться всякий раз, когда на карту поставлены их интересы». Позиция покровителя стала ясна в заявлениях Бинса в Correio do Povo от 7 октября: заботясь о нем, ни «в старой Европе, где социалистическая партия, после католической, является самой сильной, еще не смогла навязать свою волю», и что принятие восьмичасового рабочего дня в столице гаучо «будет представлять собой этот факт как победу такого рода, которая поставит боссов в положение клерков своих рабочих, которые завтра будут судить о праве вводить новые наложения». Предложение девятичасового рабочего дня означало, по словам Бинса, доказательство благосклонности предпринимателей.
Предложение о девятичасовом рабочем дне не было принято рабочими, и в тот же день Шавьер да Кошта и Карлос Каваку объявили о создании Федерации трудящихся Риу-Гранди-ду-Сул (FORGS). Поначалу анархисты не принимали участия в ФОРГС. Неясно, остались ли либертарианцы в стороне при создании федерации или же они решили не присоединяться к ней. Анархисты уже были организованы в Международный рабочий союз, основанный годом ранее, и создание FORGS было отчасти оппозиционным движением по отношению к ним. Несмотря на публичные демонстрации профсоюзов рабочего класса с требованием восьмичасового рабочего дня, с самого начала всеобщей забастовки возникли конфликты между анархистами и социалистами. В один из самых напряженных моментов этого конфликта анархисты были изгнаны с собрания, созванного социалистами в штаб-квартире Медретского профсоюзного общества. В основе этих конфликтов лежали, помимо личных разногласий, различные представления о том, как следует проводить забастовку, несмотря на общую цель. Социалисты хотели подчинить забастовку своему командованию, представив себя «боссами» или «руководителями» движения. Анархисты, в свою очередь, отвергли идею централизованной организации и отстаивали прямое действие.
8 октября предприниматели опубликовали в прессе предупреждение, в котором сообщалось о возобновлении работы с 10-го числа, устанавливался девятичасовой рабочий день и говорилось, что «если это не будет принято к указанному сроку, они категорически заявляют, что закроют свои фабрики и будут поддерживать рабочих до нового обсуждения». В тот же день Шавьер да Кошта и Карлос Каваку возглавили демонстрацию в районе Навигантиш, где собралось около четырех тысяч рабочих, чтобы выразить протест против предложения промышленников. Во время марша группа работниц подошла к месту встречи Кавако, принесла цветы и попросила его подняться на трибуну, что он и сделал, выступая между рассказами демонстрантов.  Однако проявления не всегда были мирными и упорядоченными. 5-го числа группа из примерно тысячи бастующих заставила персонал, работавший на стройках Кайша-д'Агуа и водохранилище Интенданса в Моиньюс-ди-Венту, прекратить работу под угрозой избиений и оставалась там весь день, подняв большой красный флаг на вершине холма. В тот же день другой группе бастующих удалось помешать некоторым рабочим вернуться на работу на прядильно-бумажной фабрике Мануэля Пи, которая обратилась к начальнику полиции Педру Мибиэлли с призывом разогнать пикет. Даже в присутствии полиции забастовщики сохраняли прежнюю позицию, и фабрику не удалось открыть снова.
Местная пресса особо отметила участие женщин в забастовке. Газета O Correio do Povo заявила, что число работающих женщин среди бастующих было «огромным, и что они, в частности, стремились и сумели оказать влияние и господство над организаторами кампании». Большое число бастующих женщин публично свидетельствовало о новой реальности: растущем найме женской рабочей силы в промышленности. Рабочие присоединились к движению очень рано и как группа. 5 октября к бастующим рабочим присоединилась «женская часть пролетариата» текстильной, швейной и кондитерской промышленности. Подчиняясь жесткой дисциплине на фабриках и получая более низкую заработную плату, чем мужчины, женщины принимали заметное участие в публичных заявлениях о забастовке, маршируя вместе по улицам города, требуя восьмичасового рабочего дня и разрывая красные платья, чтобы сделать галстуки, которые они носили на груди как классовый символ, способствуя тому, что эти манифестации становились «уличными и театральными представлениями». 
В разгар стачки число бастующих рабочих достигло пяти тысяч. Однако не все слои общества приняли участие в движении. 8 октября работники графического искусства провели встречу в Ассоциации художников-графиков имени Виктора Эммануила II, целью которой было создание Союза графических работников. Несмотря на большое количество присутствующих, работники полиграфии решили не присоединяться к забастовке, поскольку они и так работали по восьмичасовому режиму. В тот же день Виктор Баррету, владелец Progresso Industrial, пригласил своих сотрудников на вечернее собрание, где они могли объявить о забастовке, но со своей стороны он не был готов идти на сделки. Его сотрудники, в свою очередь, заявили, что им не на что жаловаться, поскольку они удовлетворены не только своей работой, но и свободой, которой они наслаждаются, превознося доброту, с которой к ним относились их начальники.
10 октября, как и было объявлено, предприниматели при поддержке полиции возобновили работу своих заведений. Однако большинство рабочих не вернулись на работу. На прядильно-ткацкой фабрике, где работало 400 рабочих, только 25 из них пошли на службу; на фабриках Алберту Бинса никто не ходил на работу. Решимость рабочих продолжать забастовку объясняется трудностью замены их рабочей силы. Квалифицированные рабочие знали, что их нелегко заменить на ограниченном местном рынке, поскольку большая часть промышленности Порту-Алегри использовала только специализированную рабочую силу.
Столкнувшись с тупиковой ситуацией в переговорах, Карлус Каваку получил два анонимных письма угрожающего тона, в которых ему рекомендовалось отказаться от руководства движением. Каваку, в качестве формы защиты и саморекламы, выставил письма на двери Железнодорожного кафе, привлекая внимание любопытных. Стремясь положить конец конфликту, некоторые предприниматели заключили отдельные соглашения со своими работниками, в которых отсутствовало соглашение, подписанное на встрече 5-го числа, что свидетельствует о разногласиях внутри группы работодателей. 9 октября рабочие карьеров Сезара Оньибене, Антониу Дивана, Антониу Локателли, Сведо Янсона и Ди Джана Пьетро Джованни опубликовали манифест в Petit Journal, в котором заявили, что добились восьмичасового рабочего дня, и поблагодарили владельцев за «грандиозный и справедливый дар». Грегори да Силва, Аттилиу Санта-Катарина, Жоау Бертотти, Уго Феррини и Оскар Тейхманн также согласились сократить рабочее время в своих заведениях. Николау Рокко, владелец знаменитой кондитерской Rocco, помимо предоставления своим сотрудникам восьмичасового рабочего дня, открыл подписку в помощь бастующим и пожертвовал 100 000 реалов.
Несмотря на эти частичные победы, экономическое положение бастующих стало тяжелым после более чем недельного перерыва. Некоторые мясники и розничные торговцы прекратили продавать долговые расписки бастующим, поддавшись на уговоры предпринимателей, которые намеревались заставить рабочих смириться с голодом.  Пытаясь решить экономические проблемы, Карлос Кавако провел литературную конференцию в пользу бастующих, «некий торговец» предложил рабочим десять мешочков с фасолью, а комиссия FORGS начала готовить фонды сопротивления, приобретая деньги, еду и отправляя просьбы о помощи в другие населенные пункты.  Профсоюз рабочих Пелотаса и рабочие Крус-Алты откликнулись на призыв FORGS и направили ресурсы портовым забастовщикам.
На протяжении всей забастовки государственные и муниципальные органы власти ограничивались наблюдением за манифестациями и защитой работников, которые хотели работать, не вмешиваясь в переговоры между начальниками и работниками. Под влиянием позитивизма Огюста Конта губернаторы гаучо отстаивали «включение пролетариата в современное общество» при условии соблюдения установленного порядка и невмешательства государственных органов в отношения между капиталом и трудом. Местная пресса, особенно O Correio do Povo, заняла враждебную позицию по отношению к забастовке, обвиняя иностранных рабочих в редких случаях, когда бастующие переходили грань между мирным протестом и насилием. Например, 16 октября газета отметила, что двое молодых работников фабрик по производству проводов и тканей подверглись нападению со стороны двух забастовщиков «немецкого происхождения», и обвинила «двух немецких подданных» — социалистов Вильгельма Коха и Целлера-Реталлера — в том, что они являются главными «пропагандистами и зачинщиками движения». В других случаях O Correio do Povo обвиняла иностранных бастующих в неблагодарности и нелояльности за то, что они протестовали в стране, которая дала им процветание и социальную мобильность, используя «сбережения и имущество, полученные от заработной платы, полученной здесь», для поддержки забастовки.

### Возвращение к работе
Экономические трудности, с которыми столкнулись бастующие, внутренние разногласия между анархистами и социалистами и непримиримость боссов в конечном итоге измотали движение. Полиция также запретила организацию рабочих митингов на заводах, чтобы не оказывать давления на тех, кто покидал движение и возвращался на работу. Шавьер да Кошта и Карлус Каваку стремились достойно положить конец движению. 13 октября Шавьер да Кошта встретился с Алберту Бинсом и предложил сократить рабочий день на восемь часов 45 минут в качестве условия прекращения забастовки. Предприниматели не приняли предложение, поскольку понимали, что требование четверти часа было всего лишь унизительным для промышленников. Предприниматели решили сохранить предложение о девятичасовом рабочем дне и, при необходимости, закрыть свои заведения. По словам Бинса, фабрики могли бы восстановить десятичасовой рабочий день и «заставить рабочих вернуться к работе голодом и измором».
17 октября, по данным Jornal do Commercio, бастующие рабочие начали возвращаться на работу, «как бы некоторые высокомерные ни искали все средства, чтобы отвлечь их от фабрик», хотя и признавали, что некоторые из важнейших торговых и промышленных предприятий города, такие как собственность Бинса, остаются остановленными. Чуть раньше, 14-го числа, та же газета указала на существование двух позиций среди иностранных рабочих относительно продолжения забастовки, смешивая этнические и идеологические критерии, заявив, что немцы, «которые являются социалистами, понимают, что они должны вернуться к работе, приняв то, что было предложено промышленниками», в то время как «поляки и итальянцы, анархисты, выступают против работы».
18 октября предприниматели сообщили об уведомлении, в котором подтверждалось сохранение девятичасового рабочего дня и сообщалось, что «это будет рассматриваться только в регулировании и других внутренних вопросах комиссиями, состоящими исключительно из представителей их соответствующих фабрик или заводов». Из-за непреклонности предпринимателей у бастующих не было иного выбора, кроме как согласиться на девятичасовой рабочий день. Однако Шавьер да Кошта и Карлус Каваку стремились сохранить организацию рабочего класса и свои руководящие должности к моменту возвращения к работе. 19-го числа в штаб-квартире ФОРГС состоялось заседание комиссий по решению вопроса о продолжении забастовки. Ксавьер да Кошта и Каваку выступили в защиту возвращения к работе. Для этих лидеров самым важным было сохранить уже достигнутые движением завоевания: сокращение рабочего дня до девяти часов в день и повышение заработной платы, достигнутое в некоторых секторах.
Местная пресса объявила об окончании забастовки 21 октября, сообщив, что рабочие вернутся на работу на следующий день. Однако многие рабочие, участвовавшие в забастовке, особенно наиболее квалифицированные, не захотели возвращаться на работу, предпочитая организовывать небольшие мастерские или переводиться в другие места. Союзу шляпников Рио-де-Жанейро пришлось предоставить проезд работникам этого ремесла, заинтересованным в работе в этом городе, и 15 октября, еще во время движения, рабочие фабрики шляп Tcheiron отправились в Рио. 26 октября, после окончания забастовки, некоторые группы рабочих отправились в Рио-де-Жанейро, Сан-Паулу и Буэнос-Айрес. Рабочие-мраморщики, со своей стороны, не выполнили соглашение и продолжили забастовку, сумев добиться восьмичасового рабочего дня.
Несмотря на это, 18 октября Jornal do Commercio сообщил, что начальство «ласково» встретило вернувшихся на работу сотрудников, а рабочая пресса осудила ряд злоупотреблений и преследований при возвращении на работу. На фабрике носков женщину уволили за то, что она подарила букет цветов главному бастующему, а начальство приняло своих сотрудников обратно только после того, как каждый из них сказал им «пожалуйста»; на фабрике прядения и производства тканей заработная плата бастующих была снижена, а женщины жаловались на жестокое обращение со стороны своих начальников. 15 ноября анархистская газета A Luta осудила, что предприниматели города решили принять «своего рода рабочие библиотеки» — списки уволенных рабочих, составленные начальством, в которых указывалась причина увольнения и которые потребуются «слишком многим начальникам, к которым безработный работник будет обращаться за работой». Всего за участие в забастовке было уволено около ста рабочих. Перед лицом преследований возможна возможность возобновления остановки. Однако забастовка не возобновилась, поскольку многие работники были приняты на свои фабрики или в мастерские, а девятичасовой рабочий день был установлен их начальниками.

## Результаты
Забастовка завершилась частичными победами рабочих, рабочий день был сокращен до девяти часов, а некоторые отрасли, например, мраморщики, смогли добиться реализации первоначального требования о восьмичасовом рабочем дне. Движение также укрепило классовую солидарность среди рабочих Порту-Алегри, которые впервые вышли на публичное пространство города, чтобы заявить о своих требованиях, и сделали очевидным существование классового конфликта в контексте, отмеченном развитием капиталистических производственных отношений. С другой стороны, предприниматели также были вынуждены организовываться и предпринимать обычные шаги при подписании соглашения.
По словам историка Изабель Бильян, величайшее достижение движения заключается «в том, что оно порождает основу различных рабочих организаций, сплочение одних существующих и реартикуляцию других». В дополнение к созданию FORGS, которая в конечном итоге распространилась на внутренние районы Риу-Гранди-ду-Сул и стала важнейшей организацией рабочего класса гаучо, движение увидело создание Союза мраморщиков, Союза каменщиков, Союза рабочих Мадейры, Союза плотников, Союза шляпников, Союза ткачей, Союза портных и Графического искусства Гремиу-дас Среди уже существующих объединений, которые усилились в результате забастовки, были Международный рабочий союз, куда были организованы анархисты, и Всеобщая рабочая ассоциация (Allgemeiner Arbeiter Verein) немецких социалистических рабочих.
Хотя забастовка и укрепила организацию городских рабочих, с другой стороны, она также усилила раскол между анархистами и социалистами. Социалисты стремились сохранить движение в рамках установленного порядка, налаживая торговые связи с предпринимателями и подчеркивая важность частичных достижений. После окончания забастовки социалисты политически укрепились, особенно Франсишку Шавьер да Кошта и Карлус Каваку, которые возглавили забастовку. Анархисты, хотя и стали движущей силой движения, выдвинув требование восьмичасового рабочего дня после остановки работы мастерской Алоиса Фридрихса, были едины с руководством забастовки и не принимали участия в создании FORGS. Несмотря на это, они продолжали поощрять мобилизацию и организацию рабочих на базах, оспаривая предложения и позицию социалистов, особенно признание их в качестве законных собеседников рабочих, и не соглашались с решением, достигнутым путем переговоров между предпринимателями и социалистическим руководством. Несмотря на это, они считали сокращение рабочего дня до девяти часов частичным достижением и признавали важность движения для укрепления классового сознания рабочих-гаучо.